# آزبورن ۱

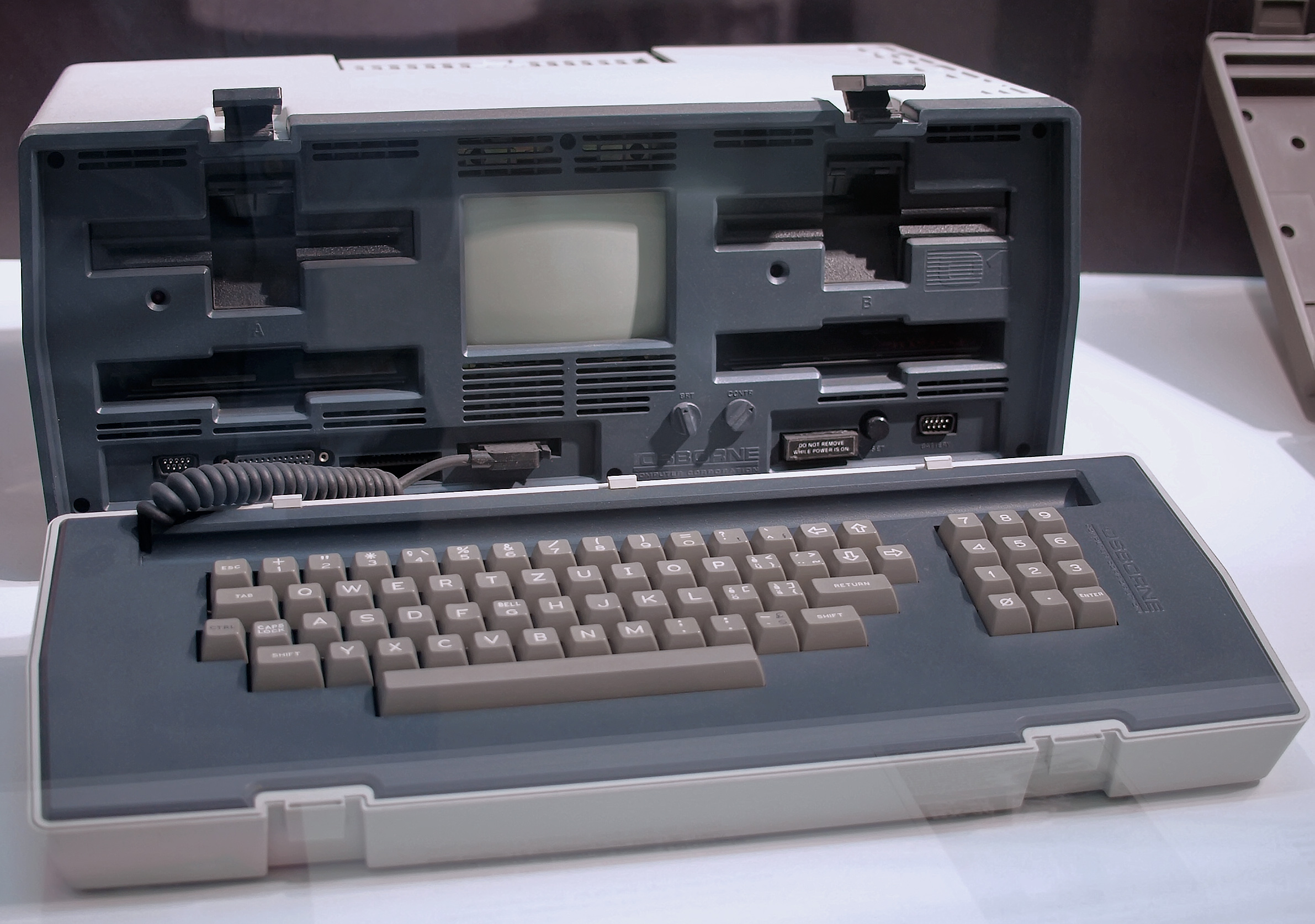
کامپیوتر آزبورن ۱ آماده به کار. با بستن صفحه کلید، کامپیوتر قابل حمل می‌شود.

کامپیوتر آزبورن اولین کامپیوتر قابل حملی بود که به موفقیت تجاری رسید و عمومیت پیدا کرد. این کامپیوتر در آوریل ۱۹۸۱ عرضه شد.

## مشخصات سخت‌افزاری
- پردازنده[۱]: Zilog Z۸۰ @ ۴.۰ MHz
- حافظه اصلی(رم) : ۶۴ کیلو بایت
- صفحه نمایش: ۵ اینچ ۲۴×۵۳ متنی
- حافظه جانبی: ۲ دیسک نرم ۹۱ کیلوبایتی
- سیستم‌عامل: CP/M